# Spir Communication
 (novembre 2012).
Spir Communication est un groupe média, filiale du Groupe SIPA Ouest-France. Spir est cotée à la Bourse de Paris.

## Histoire
L'hebdomadaire Aix-hebdo est créé en 1971. En 1975, Spir prend le contrôle de l'imprimerie Rotosud permettant au groupe d'asseoir le développement de ses titres dans les régions PACA et Languedoc-Roussillon. Une filiale de distribution de presse, SDP, est créée en 1979.
Une deuxième imprimerie est ouverte en 1985 en Normandie. Spir Communication devient en 1989 une société anonyme et est introduit en bourse. Le groupe crée en 1989 une troisième imprimerie en Rhône-Alpes lui permettant de s'étendre aussi dans cette région.
Sofiouest (Groupe SIPA Ouest-France) devient en 1991 actionnaire majoritaire qu'il fusionne par la suite avec IPS (26 titres en région parisienne) et le groupe Carillon (journaux dans le centre et l'ouest de la France). Le groupe Le Galibot, possédant 22 titres dans le nord de la France, est absorbé en 1997. En 1998, Spir lance un site web regroupant les petites annonces de sa presse gratuite. Il rachète la même année Concept Multimédia, société éditrice de Logic-Immo, magazine thématique immobilier lancé en 1995.
Spir prend en 2002 une participation de 50 % dans la filiale française du quotidien gratuit 20 minutes. Caradisiac, portail consacré à l'automobile est racheté en 2005. La même année est lancé le site topannonces.fr, portail de petites annonces généraliste. En 2006, est lancé le site de petites annonces gratuites de proximité leboncoin.fr, en partenariat avec Schibsted (à 50-50) via la coentreprise EAM. Spir rachète en 2007 mobiljob, site mobile consacré à l'emploi Mobiljob.com.
En 2008, un plan de restructuration prévoyant la suppression de 85 postes dans la commercialisation des petites annonces est annoncé.
Au début 2009, 130 suppressions de postes sont annoncés dans les imprimeries, ainsi qu'un plan de restructuration pour la filiale de presse gratuite d'annonces Regicom (Top annonces, Logic immo), ces changements se traduiraient par 220 à 250 licenciements. En fin d'année 2009, il est annoncé une réduction d'effectifs d'environ 170 postes et la fermeture d'une vingtaine d'éditions Top Annonces et des halls petites annonces.
En 2010, une filiale de courtage en assurances en ligne est créée, AcommeAssure dont la présidence est assurée par Arnaud Giraudon. En septembre de la même année, Spir vend le site d'annonces Leboncoin.fr à Schibsted, pour la somme de 400 millions d'euros.
En 2011, Spir crée touslesdiagnostics.com, 1er comparateur de diagnostics immobiliers (site géré par Concept Multimédia).
Le 4 avril 2013, Jean-Michel Neyret est nommé directeur général. Il sera désormais assisté de Patrick Schuster, directeur général adjoint.
Le 29 janvier 2015, Spir acquiert la société Rodacom par l'intermédiaire de la filiale Concept Multimédia. Rodacom est un éditeur grenoblois de logiciels immobiliers et de solutions web destinées aux agences immobilières.
Spir annonce en avril 2016 la vente de 61 % de Carboat Media (qui gère lacentrale.fr) au groupe Axel Springer.
Face à la dégradation de l'activité de distribution d'imprimés, Spir cherche en juin 2016 un repreneur pour Adrexo, mais aussi pour Regicom l'éditeur de Topannonces. Ces désengagements pourraient donner lieu à un versement de chèques, compte tenu de l'état de santé des deux entreprises. En 2014 Regicom a perdu 17 millions d'euros et Adrexo 35 millions d'euros.
Spir annonce en septembre 2016 la vente des 39 % du capital qu'il détenait encore dans Carboat Media et envisage de demander le placement de Regicom sous le régime du redressement judiciaire.
Deux dirigeants de Colis Privé entrent en négociation avec Spir pour la reprise d'Adrexo, principale activité du groupe 60 % du chiffre d'affaires, mais aussi le principal foyer de pertes. Un engagement de maintien de l'emploi sera signé, financé par une soulte dont le montant n'a pas été communiqué.
Publicis manifeste son intention de reprendre les activités digitales de Regicom.
Spir se concentre sur l'activité de sa filiale Concept Multimédia (76 M€ de chiffre d'affaires en 2015, éditrice de Logic Immo)
28 novembre 2016 Spir demande la suspension de la cotation de son titre
En février 2018, le groupe a cédé son activité services de petites annonces immobilières en ligne (Logic-Immo.com et Lux-residence.com).
En février 2021, le groupe est détenu à plus de 95 % par Sofiouest à la suite de son OPA.

## Actionnaires
Liste des principaux actionnaires au 22 octobre 2019.
| Société d'Investissements et de Participations | 68,1% |
| Principal Global Investors                     | 0,23% |

## Métiers
Il existe différents métiers distincts au sein du groupe Spir Communication :
- La presse gratuite d'annonces : Top annonces, Logic-Immo, Caradisiac, La Centrale, etc. ;
- Les thématiques immobiliers gratuits : magazines Logic-Immo en France et en Europe, et payants : Properties ;
- La distribution d'imprimés : centres de profits Adrexo ;
- L'imprimerie :
  - Sites IPS : Châteaurenard (Bouches-du-Rhône), Arnage (Sarthe), Bernay (Eure), Fouilloy (Somme) , qui impriment les journaux Top annonces et Logic immo ;
  - Sites de pré-presse : Saintes, Quetigny, Lens, Reims, Saint-Dié, Chantepie, Nantes, Marne-la-Vallée, Poissy, Sotteville-lès-Rouen ;
- Sites Internet : topannonces.fr, Caradisiac, Logic-immo, logic-immo.ch, lux-residence, petites-annonces, logicimmoneuf, les-bonnes-promos, touslesdiagnostics.com ;
- Activité financière et informatique groupe : CIP.

## Filiales actuelles
- Groupe SIPA Ouest-France (Société d'investissements et de participations) (100 %)
  - SoFiOuest (40 %)
    - Spir Communication (SoFiOuest 66,41 %)
      - 20 minutes France (SoFiOuest 24,88 %, Spir 25 %, Schibsted 50 %)
      - Spir média (100 %)
      - Spir média 2 (100 %)
      - IPS (imprimerie) (100 %)
      - Ad éditions (4 %, Adrexo 96 %)
      - Cip (100 %)
      - Régicom (100 %)
        - Mobiljob

      - Concept multimédia (100 %)
        - Concept multimédia Belgium (Belgique) (100 %). Revendu en 2012 au groupe de presse belge IPM s.a[23].
        - Concept multimédia Switzerland (Suisse) (100 %)
        - Concept multimédia Poland (Pologne) (100 %)

## Données financières

### Chiffre d'affaires
SPIR Communication réalise un chiffre d’affaires de 403,3 millions d'euros en 2015 (435,9 M€ en 2014, 577 M€ en 2009, 650 M€ en 2008, 610,1 M€ en 2007 et 588 M€ en 2006).

### Données boursières
Composition de l’actionnariat : 
- Groupe SIPA Ouest-France : 64,9 % (Preparts SCS 54,3 % et Sofiouest SA 10,6 %),
- Actions propres : 2,1 %,
- Public : 33,0 %.

Le titre qui avait atteint 160 euros en 2005 se négocie en octobre 2016 à moins de 4 euros.

## Identité visuelle

Logo de SPIR Communication avant 2005.
Logo du groupe SPIR Communication à partir de 2005.